# Nicholas Colasanto
Nicholas Colasanto (n. 19 ianuarie 1924, Providence, Rhode Island, SUA – d. 12 februarie 1985, Studio City⁠(d), California, SUA) a fost un actor și regizor de televiziune american, cunoscut pentru rolul „antrenorului” Ernie Pantusso din sitcomul american Cheers. El a servit în Marina Statelor Unite în timpul celui de-al Doilea Război Mondial, iar mai târziu a urmat studii la Academia Americană de Arte Dramatice în anii 1950.

## Tinerețea
Colasanto a urmat studii la Bryant University (situată acum în Smithfield, Rhode Island) și a fost un veteran decorat al celui de-al Doilea Război Mondial, în care el a servit ca timonier în Marina SUA. În jurul anului 1954 urma să fie contabil la o companie americană din Arabia Saudită, dar s-a înscris în schimb la Academia Americană de Arte Dramatice. El avea origine italiană.

## Cariera și problemele cu alcoolul
Deși Colasanto a fost cel mai bine cunoscut pentru rolul său ca antrenorul Ernie Pantusso în serialul Cheers, el a regizat, de asemenea, câteva episoade ale mai multor seriale de televiziune, în special Hawaii Five-O, Starsky &amp; Hutch, Bonanza, Columbo și CHiPs. Colasanto a apărut în filme de lung metraj, printre care The Counterfeit Killer (1968), Fat City (1972) și Family Plot (1976) al lui Alfred Hitchcock.
Actor și regizor solicitat, el a fost diagnosticat la mijlocul anilor 1970 cu o boală de inimă, care a fost agravată de alcoolism. După douăzeci de ani de alcoolism, a devenit un membru activ al Alcoolicilor Anonimi din 31 martie 1976 și s-a lăsat de băutură în același an. El a început să aibă probleme cu obținerea posturilor de regizor la sfârșitul anilor 1970, ca urmare a sănătății tot mai precare. Ultimul său rol într-un film important a fost mafiotul Tommy Como din filmul Raging Bull (1980) al lui Martin Scorsese.
Colasanto era pregătit să se pensioneze atunci când i s-a oferit rolul antrenorului Ernie Pantusso în serialul Cheers. Rolul antrenorului a devenit cel mai cunoscut rol al lui Colasanto.
Fiind suferind de o boală cardiacă, starea lui de sănătate s-a înrăutățit pe parcursul celui de-al treilea sezon al serialului Cheers. Colegii de platou au observat că el a slăbit, deși actorul a ales să nu dezvăluie faptul că era grav bolnav. La scurt timp după vacanța de Crăciun a anului 1984, el a fost internat într-un spital local din cauza apei din plămâni. Starul Ted Danson a comentat ulterior că actorul veteran a avut dificultăți să-și amintească replicile în timpul acelui sezon.
Când Colasanto a fost externat din spital în săptămâna 28 ianuarie – 3 februarie 1985, după o perioadă de două săptămâni, medicul său i-a recomandat să nu se întoarcă la muncă. Deși a apărut în episodul final al celui de-al treilea sezon, „Rescue me” (1985), ultimul său episod a fost „Cheerio Cheers” (1985), filmat la sfârșitul lunii noiembrie 1984.

## Moartea
Colasanto a murit la casa lui în urma unui atac de cord, pe 12 februarie 1985, la vârsta de 61 de ani.
În 16 februarie 1985 mai mult de trei sute de persoane au participat la înmormântarea lui, inclusiv John Ratzenberger, singurul membru al echipei serialului Cheers care a fost prezent. NBC nu a permis întregii echipe să ia o pauză de la filmări pentru a zbura la Providence, Rhode Island, unde a avut loc înmormântarea. Ratzenberger, originar din New England, a fost trimis ca reprezentant al membrilor distribuției. Actorii și echipa de filmare au organizat un eveniment memorial pentru Colasanto pe platourile de filmare din Los Angeles. Colasanto a fost îngropat în Cimitirul Saint Ann din Cranston, Rhode Island.
Pe 19 aprilie 1985 Colasanto a fost distins postum cu premiul pentru cel mai bun actor în rol secundar de organizația non-profit Viewers for Quality Television (acum desființată), care urmărea să evidențieze programele de înaltă calitate difuzate de televiziunile americane.
Personajul interpretat de Colasanto a fost scos din spectacol, după ce actorul a murit. Moartea antrenorului este menționată în primul episod din sezonul al patrulea, „Birth, Death, Love and Rice” (1985), în care este introdus succesorul lui Colasanto, Woody Harrelson, ca Woody Boyd. Colasanto a atârnat o fotografie a lui Geronimo în cabina lui. După moartea sa, aceasta a fost plasată pe peretele barului (parte a platoului de filmare al serialului Cheers) în memoria lui. Aproape de sfârșitul ultimului episod al serialului Cheers din 1993 (la opt ani după moartea lui Colasanto), proprietarul barului Sam Malone (Ted Danson) se duce la fotografie și o îndreaptă.

## Filmografie (selecție)
Filme
- 1968 The Counterfeit Killer[16] : bărbatul în haine obișnuite
- 1972 Paradisul (Fat City), regia John Huston[14] : Ruben
- The Manchu Eagle Murder Caper Mystery (1975)[29] : Bert
- 1976 Family Plot ()[14] : Constantine
- 1980 Taurul furios (Raging Bull) : șeful mafiot Tommy Como

Televiziune
Actor
- Cheers (1982-1985) – antrenorul Ernie Pantusso, barman (ultimul rol)

Regizor
- Run for Your Life (1965–1968)[9]
- Mission: Impossible – „The Council” Partea 1 (1967)
- Ironside – „The Challenge” (1968)[30]
- Hawaii Five-O – „A Thousand Pardons, You're Dead” (1969),[31] „To Hell with Babe Ruth” (1969),[32] „Just Lucky, I Guess” (1969)[33] și „Most Likely to Murder” (1970)[34]
- Bonanza – „Ambush at Rio Lobo” (1972)[13]
- Hec Ramsey – „The Detroit Connection” (1973)
- Columbo – „Étude in Black” (1972)[14] și „Swan Song” (1974)[14]
- Nakia (1974) – „No Place to Hide”[35] și „A Matter of Choice”[35]
- Logan's Run – „Man Out of Time” (1977)[36]
- The Name of the Game[21]
- Starsky &amp; Hutch[12]
- The Streets of San Francisco[15]
- CHiPs[15]

## Legături externe
- Nicholas Colasanto la Internet Movie Database
- Nicholas Colasanto la Find a Grave
- Nicholas Colasanto at the University of Wisconsin's Actors Studio audio collection